# Paragenidens grandoculis
Paragenidens grandoculis é uma espécie de peixe siluriforme do gênero monotípico Paragenidens da família dos ariídeos (Ariidae). Foi anteriormente classificada no gênero Potamarius até que um estudo de 2019 descobriu que era totalmente distinta. É endêmica do Brasil, onde é conhecida a partir dos rios Doce e Paraíba do Sul e suas fozes. Está altamente ameaçada e não foi vista por mais de 50 anos até ser redescoberta durante o trabalho de campo para o estudo de 2019 que a reclassificou. Atualmente é conhecida apenas de Lagoa Nova no município de Linhares no estado do Espírito Santo, tendo sido extirpado de sua única outra localidade recente, Lagoa Juparanã em Linhares.
Em 2005, foi classificada como vulnerável na Lista de Espécies da Fauna Ameaçadas do Espírito Santo; em 2014, como possivelmente extinta na Portaria MMA N.º 444 de 17 de dezembro de 2014; e em 2018, como possivelmente extinta no Livro Vermelho da Fauna Brasileira Ameaçada de Extinção do Instituto Chico Mendes de Conservação da Biodiversidade (ICMBio).